# 千葉徳洲会病院
千葉徳洲会病院（ちばとくしゅうかいびょういん）は、医療法人徳洲会が千葉県船橋市高根台に設置する病院。

## 沿革
（この節の出典）
- 1986年6月：200床で開院。
- 1988年3月：304床に増床。
- 1995年：回復期リハビリテーション病棟 開設（38床）。
- 2014年7月：現在の場所に新築移転。
- 2021年：447床に増床（回復期病棟102床）。
- 2025年4月10日：午前11時20分ごろ、80代ぐらいの男性が運転する乗用車が建物の正面から病院内に突っ込む事故が発生[2][3][4][5]。

## 診療科
（この節の出典）
- 内科
- 外科
- 消化器内科
- 消化器外科
- 循環器内科
- 呼吸器内科
- 呼吸器外科
- 脳神経外科
- 小児科
- 婦人科
- 心臓血管外科
- 整形外科
- 泌尿器科
- 皮膚科
- 頭頸部外科
- 耳鼻咽喉科
- 糖尿病内科
- 放射線診断科
- 放射線治療科
- リハビリテーション科
- 麻酔科
- 眼科
- 神経内科
- 救急科
- 病理診断科
- 緩和ケア内科

## 医療機関の指定・認定
（下表の出典）
| - 保険医療機関 - 労災保険指定医療機関 - 指定自立支援医療機関（更生医療） - 指定自立支援医療機関（育成医療） - 指定自立支援医療機関（精神通院医療） - 身体障害者福祉法指定医の配置されている医療機関 - 生活保護法指定医療機関 - 結核指定医療機関 - 難病の患者に対する医療等に関する法律に基づく指定医療機関 - 原子爆弾被害者一般疾病医療取扱医療機関 - 公害医療機関 - 臨床研修病院 - 特定疾患治療研究事業委託医療機関 - DPC対象病院 - 肝疾患指定医療機関 |

- 救急告示病院[8]
- 公益財団法人日本医療機能評価機構認定病院[9]

## 交通アクセス
- 京成電鉄松戸線「高根公団駅」より徒歩約3分[10]
- 京成バス「千葉徳洲会病院前」停留所下車すぐ[10]

## 関連人物
- 阿部知子（医師、衆議院議員） - 1999年から2000年まで当院院長。